# Giorgio Metta
Giorgio Metta (Cagliari, 14 gennaio 1970) è un ingegnere italiano, attuale direttore scientifico dell'Istituto italiano di tecnologia (IIT) di Genova, carica che ha assunto il 1º gennaio 2020, succedendo a Roberto Cingolani.

## Biografia
Trasferitosi a Genova per i suoi studi universitari, ottiene dapprima una laurea in ingegneria elettronica presso l'Università degli studi di Genova e poi, presso la stessa università, un dottorato nella stessa materia.
Dopo due anni di esperienza presso il Massachusetts Institute of Technology, ritorna a Genova dove dapprima lavora come assistant professor presso l'ateneo cittadino e poi come senior researcher presso l'Istituto italiano di tecnologia. Dal 2016 diventa vice direttore scientifico dell'Istituto e a partire dal 2020, a seguito dell'addio di Roberto Cingolani, direttore scientifico.

## iCub
A lungo direttore dell'iCub Facility dell'IIT, Giorgio Metta può essere considerato il padre di iCub, un robot androide che ha le fattezze e le funzionalità di un bambino di circa tre anni.

## Opere
- Roberto Cingolani e Giorgio Metta, Umani e umanoidi. Vivere con i robot, il Mulino, 21 maggio 2015, ISBN 978-8815257918.